# Ngaka Modiri Molema
Ngaka Modiri Molema (englisch Ngaka Modiri Molema District Municipality) ist ein Distrikt innerhalb der südafrikanischen Provinz Nordwest. Der Sitz der Distriktverwaltung befindet sich in Mahikeng. Bürgermeister ist Tshepo Justice Makolomakwa.

## Gliederung
Die Distriktgemeinde wird von folgenden Lokalgemeinden gebildet:
- Ditsobotla
- Mahikeng
- Ramotshere Moiloa
- Ratlou
- Tswaing

## Nationalparks und Naturschutzgebiete
- Barberspan Bird Sanctuary in Tswaing
- Botsalano Game Reserve in Mahikeng
- Disaneng Dam in Ratlou / Mahikeng
- Henk Joubert Game Reserve in Tswaing
- Lichtenburg Game Breeding Centre in Ditsobotla
- Mafikeng Game Reserve in Mahikeng
- The Molemane Eye in Mahikeng

## Demografie
Der Distrikt hat 842.699 Einwohner (Stand: 2022) auf einer Gesamtfläche von 28.206 km².